# Polom u Hranic
Polom (deutsch Pohl) ist eine Gemeinde in Tschechien. Sie liegt zehn Kilometer nordöstlich von Hranice und gehört zum Okres Přerov.

## Geographie
Polom erstreckt sich entlang des Baches Luha im Kuhländchen. Südlich erheben sich der Vysoká Stráž (372 m) und der gleich hohe Polomský vrch (Pohlberg). Im Osten des Ortes speist die Luha die Polomer Teiche mit insgesamt 40 ha Wasserfläche, von denen der Horní Polom und der Dolní Polom die größten sind. Durch Polom führt die Staatsstraße 48/E 462 und die Bahnstrecke von Přerov nach Bohumín (Oderberg), an der das Dorf einen Bahnhalt hat.
Nachbarorte sind Lučice und Blahutovice im Norden, Polouvsí im Nordosten, Dub im Osten, Heřmanice im Südosten, Hranické Loučky und Špičky im Süden, Kunčice im Südwesten sowie Bělotín  (Bölten)  im Nordwesten.

## Geschichte
Die erste urkundliche Erwähnung von Polom erfolgte im Jahre 1201, als Markgraf Vladislav Heinrich die zuvor dem Kloster Raigern gehörige Herrschaft Hranice nach Besitzstreitigkeiten dem Kloster Hradisko zuwies. Nach der Verwüstung des Ortes im Dreißigjährigen Krieg erfolgte die Wiederbesiedlung durch Deutsche. Nachfolgend entstand auch der eingedeutschte Ortsname Pohl. In der Mitte des 19. Jahrhunderts begann entlang der Luha der Bau der Kaiser-Ferdinands-Nordbahn. Auf dem Abschnitt von Prerau nach Oderberg wurde am 3. April 1846 der Verkehr aufgenommen.
Nach der Aufhebung der Patrimonialherrschaften wurde Pohl / Polom 1850 zu einer selbstständigen Gemeinde in der Bezirkshauptmannschaft Mährisch Weißkirchen. 1930 hatte das Dorf 717 Einwohner. Infolge des Münchner Abkommens wurde das mehrheitlich von Deutschen besiedelte Pohl 1938 in das Deutsche Reich eingegliedert und gehörte bis 1945 zum Landkreis Neu Titschein. Nach der Vertreibung der tschechischen Minderheit sank die Einwohnerzahl im Jahre 1939 auf 637. 1945 kam das Dorf zur Tschechoslowakei zurück. Es wurde wieder Teil des Okres Hranice und die Deutschen wurden vertrieben. Im Zuge der Gebietsreform von 1960 und der Auflösung des Okres Hranice wurde die Gemeinde zum 1. Januar 1961 dem Okres Přerov zugeordnet. 1976 erfolgte die Eingemeindung nach Bělotín. Zum 1. Jänner 1992 entstand die Gemeinde Polom wieder.
Nach einem Bericht der Zeitung Lidové noviny gehörte Polom zu Beginn des Jahres 2008 zu den lautesten Orten Tschechiens. Auf der vielbefahrenen E 462 wurden des Nachts Spitzenwerte bis zu 70 Dezibel gemessen. Das Ortsbild wird dominiert durch die Ziegelei.

## Gemeindegliederung
Für die Gemeinde Polom sind keine Ortsteile ausgewiesen.

## Sehenswürdigkeiten
- Kapelle, errichtet 1849